# Sequent Computer Systems
Sequent Computer Systems fue una empresa de informática que diseñó y fabricó computadoras de multiprocesamiento. Estuvieron entre los pioneros en los sistemas abiertos de multiprocesamiento simétrico (SMP) de alto rendimiento, innovando tanto en hardware (por ejemplo, en la gestión de la memoria caché y en la gestión de interrupciones) como en software (por ejemplo, la actualización de lectura y escritura).
A través de una asociación con Oracle Corporation, Sequent se convirtió en una plataforma UNIX de gama alta dominante a fines de la década de 1980 y principios de la de 1990. Más tarde, introdujeron una plataforma de gama alta de una nueva generación de máquinas para UNIX y Windows NT basada en una arquitectura nUMA, NUMA-Q. A medida que los precios del hardware cayeron a fines de la década de 1990 e Intel cambió su enfoque de servidor a la familia de procesadores Intel Itanium, Sequent se unió al esfuerzo del Proyecto Monterey en octubre de 1998, que tenía como objetivo trasladar un Unix estándar a varias plataformas nuevas.
En julio de 1999, Sequent acordó ser adquirida por IBM. En ese momento, el CEO de Sequent dijo que su tecnología "encontraría su camino a través de todo el campo de productos de IBM" e IBM anunció que "vendería máquinas Sequent y combinaría la tecnología de Sequent ... en sus propios servidores", pero en mayo de 2002, una caída en las ventas de los modelos adquiridos a Sequent, entre otras razones, llevó a la retirada de los productos heredados de Sequent.
Vestigios de las innovaciones de Sequent permanecieron en forma de software de agrupación de datos en PolyServe (posteriormente adquirido por HP), en varios proyectos dentro de OSDL, en contribuciones de IBM al Núcleo Linux, y en la demanda legal conocida como SCO v. IBM.

## Historia
Originalmente denominada Sequel, Sequent se fundó en 1983 cuando un grupo de diecisiete ingenieros y ejecutivos abandonaron Intel después de que se cancelara el fallido proyecto iAPX 432 "mainframe on a chip" (se les unió un empleado que no era de Intel). Comenzaron Sequent para desarrollar una línea de computadoras SMP, que entonces se consideraba uno de los campos emergentes en el diseño de computadoras.

### Balance
Los primeros sistemas informáticos de Sequent fueron los Balance 8000 (lanzado en 1984) y Balance 21000 (lanzado en 1986). Ambos modelos se basaron en procesadores National Semiconductor NS32032 de 10 MHz, cada uno con una pequeña caché de escritura directa conectada a una memoria común para formar un sistema de memoria compartida. El Balance 8000 admitía hasta 6 placas de procesador dual para un máximo total de 12 procesadores. El Balance 21000 admitía hasta 15 placas de doble procesador para un máximo total de 30 procesadores.
Los sistemas ejecutaron una versión modificada del Unix 4.2BSD, desarrollado por la compañía llamada DYNIX (por DYNamic unIX). Las máquinas fueron diseñadas para competir con las DEC VAX-11/780, con todos sus procesadores económicos disponibles para ejecutar cualquier proceso. Además, el sistema incluía una serie de bibliotecas que los programadores podían utilizar para desarrollar aplicaciones que pudieran utilizar más de un procesador a la vez.

### Symmetry
Su siguiente serie fue la Symmetry, basada en el procesador Intel 80386, lanzada en 1987. Varios modelos admitían entre 2 y 30 procesadores, utilizando un nuevo sistema de caché y un bus de memoria de 64 bits más amplio. Los modelos Symmetry 2000 de 1991 agregaron múltiples placas Small Computer System Interface y se ofrecieron en versiones con de uno a seis procesadores Intel 80486. Al año siguiente, se agregó el Symmetry 2000/x50 basado en VME con CPU más rápidas.
A finales de la década de 1980 y principios de la de 1990 se produjeron grandes cambios en el software de Sequent. DYNIX fue reemplazado por DYNIX/ptx, que se basó en una fusión del software 4.2BSD de AT&T Corporation con el System V. Y esto fue durante un período en el que los sistemas de gama alta de Sequent se volvieron particularmente exitosos debido a una estrecha relación de trabajo con Oracle, específicamente sus servidores de bases de datos de alta gama. En 1993, agregaron el Symmetry 2000/x90 junto con su software ptx/Cluster, que agregó varias funciones de alta disponibilidad e introdujo soporte personalizado para el Oracle Parallel Server.
En 1994, Sequent presentó los modelos SE20, SE60 y SE90 de la serie Symmetry 5000, que utilizaban CPU Pentium de 66 MHz en sistemas de 2 a 30 procesadores. El año siguiente lo ampliaron con la línea SE30/70/100 usando Pentium de 100 MHz, y luego en 1996 con el SE40/80/120 con Pentium de 166 MHz. Una variante del Symmetry 5000, la serie WinServer 5000, ejecutó Windows NT en lugar de DYNIX/ptx.

### NUMA
Reconociendo el aumento de la competencia por los sistemas SMP después de haber sido los primeros en adoptar la arquitectura y la creciente integración de la tecnología SMP en los microprocesadores, Sequent buscó su próxima fuente de diferenciación. Comenzaron a invertir en el desarrollo de un sistema basado en una arquitectura de memoria no uniforme coherente en caché (nUMA) y aprovechando el sistema Scalable Coherent Interconnect. NUMA distribuía la memoria entre los procesadores, evitando el cuello de botella que se produce con una sola memoria monolítica. El uso de NUMA permitiría que sus máquinas multiprocesador superasen en general a los sistemas SMP, al menos cuando las tareas se pueden ejecutar cerca de su memoria como es el caso de los servidores, donde las tareas normalmente no comparten grandes cantidades de datos.
En 1996 lanzaron la primera de una nueva serie de máquinas basadas en esta nueva arquitectura. Conocido internamente como STiNG, una abreviatura de Sequent: The Next Generation (con Intel dentro), fue producido como NUMA-X y fue el último de los sistemas lanzados antes de que IBM comprara la empresa por más de 800 millones de dólares.
Luego, IBM inició el Proyecto Monterey con Santa Cruz Operation, con la intención de producir un Unix estandarizado compatible con NUMA que se ejecutara en las plataformas IA-32, Arquitectura Intel Itanium y POWER y PowerPC. Este proyecto fracasó más tarde cuando IBM y SCO se dirigieron al mercado Linux, convirtiéndose en la base de la posterior demanda legal de "la nueva SCO" por Linux, origen del caso "SCO v. IBM".

### Compra por IBM y desaparición
Con su futura estrategia de productos en crisis, parecía que Sequent tenía poco futuro por sí sola, y fue comprada por IBM en 1999 por 810 millones de dólares. IBM lanzó varios servidores x86 con arquitectura NUMA. El primero fue el x440 en agosto de 2002, con un x445 posterior en 2003. En 2004, se agregó un x455 basado en el Itanium a la familia NUMA. Durante este período, la tecnología NUMA se convirtió en la base de la Arquitectura Extendida X de IBM (eXA, que también podría significar Enterprise X-Architecture). A partir de 2011, este chipset se encontraba en su quinta generación, conocida como tecnología eX5. Pasó a pertenecer a la marca IBM System x.
Según un artículo del 30 de mayo de 2002 en el The Wall Street Journal (WSJ) titulado "Sequent Deal Serves Hard Lesson for IBM":
- Cuando IBM compró Sequent, ... [Sequent] carecía del tamaño y de los recursos necesarios para competir con Sun y con Hewlett-Packard en el mercado de servidores Unix ...
- En 1999, IBM tuvo sus propios problemas con una línea anticuada y costosa de servidores, particularmente con su versión de Unix conocida como AIX. También enfrentó enormes pérdidas en el campo de los ordenadores personales y una disminución de las ventas en su principal fuente de efectivo, la línea de unidades centrales.

## Descripciones detalladas
La siguiente es una descripción más detallada de las dos primeras generaciones de productos Symmetry, lanzados entre 1987 y 1990.

### Symmetry Serie S
Symmetry S3El S3 era la plataforma de gama baja basada en componentes de PC básicos que ejecutaban una versión totalmente compatible de DYNIX 3. Presentaba un solo procesador de 33 MHz Intel 80386, hasta 40 megabyte de RAM, hasta 1,8 gigabyte de Small Computer System Interface- almacenamiento basado en discos y hasta 32 puertos serie de conexión directa.
Symmetry S16El S16 era el modelo de multiprocesamiento de nivel de entrada, que ejecutaba DYNIX/ptx. Presentaba hasta seis procesadores Intel 80386 de 20 MHz, cada uno con 128 kilobytes de caché. También admitía hasta 80 MB de RAM, hasta 2,5 GB de almacenamiento en disco basado en SCSI y hasta 80 puertos serie de conexión directa.
Symmetry S27El S27 funcionaba con DYNIX/ptx o DYNIX 3. Presentaba hasta diez procesadores Intel 80386 de 20 MHz, cada uno con una caché de 128 KB. También admitía hasta 128 MB de RAM, hasta 12,5 GB de almacenamiento en disco y hasta 144 puertos serie de conexión directa.
Symmetry S81El S81 funcionaba con DYNIX/ptx o DYNIX 3. Presentaba hasta 30 procesadores Intel 80386 de 20 MHz, cada uno con una caché de 128 KB. También admitía hasta 384 MB de RAM, hasta 84,8 GB de almacenamiento en disco y hasta 256 puertos serie de conexión directa.

### Symmetry Serie 2000
Symmetry 2000/40El S2000/40 era la plataforma de gama baja basada en componentes básicos de PC que ejecutaban una versión totalmente compatible de DYNIX/ptx. Presentaba un solo procesador de 33 MHz Intel 80486, hasta 64 megabyte de RAM, hasta 2,4 gigabytes de almacenamiento en disco basado en Small Computer System Interface y hasta 32 puertos serie de conexión directa.
Symmetry 2000/200El S2000/200 era el modelo de multiprocesamiento de nivel de entrada, que ejecutaba DYNIX/ptx. Presentaba hasta seis procesadores Intel 80486 de 25 MHz, cada uno con 512 kilobytes de caché. También admitía hasta 128 MB de RAM, hasta 2,5 GB de almacenamiento en disco basado en SCSI y hasta 80 puertos serie de conexión directa.
Symmetry 2000/400El S2000/400 ejecutaba DYNIX/ptx o DYNIX 3. Presentaba hasta diez procesadores Intel 80486 de 25 MHz, cada uno con una caché de 512 KB. También admitía hasta 128 MB de RAM, hasta 14.0 GB de almacenamiento en disco y hasta 144 puertos serie de conexión directa.
Symmetry 2000/700El S2000/700 ejecutaba DYNIX/ptx o DYNIX 3. Presentaba hasta 30 procesadores Intel 80486 de 25 MHz, cada uno con una caché de 512 KB. También admitía hasta 384 MB de RAM, hasta 85,4 GB de almacenamiento en disco y hasta 256 puertos serie de conexión directa.